# Dimítrios Vítsas
Dimítrios Vítsas (en grec Δημήτριος Βίτσας), né le 6 juillet 1956 à Keratsini en Grèce, est un homme politique grec.

## Biographie
Aux élections législatives grecques de janvier 2015, il est élu député au Parlement grec sur la liste de la SYRIZA dans la deuxième circonscription d'Athènes.